# Irene Brütting
Irene Brütting (ur. 24 października 1935 we Frankfurcie nad Menem, zm. 1 września 2018 tamże) – niemiecka lekkoatletka, sprinterka, wicemistrzyni Europy z 1954. W czasie swojej kariery reprezentowała Republikę Federalną Niemiec.
Zdobyła srebrny medal w sztafecie 4 × 100 metrów na mistrzostwach Europy w 1954 w Bernie. Sztafeta RFN biegła w składzie: Irmgard Egert, Charlotte Böhmer, Brütting i Maria Sander.
Była wicemistrzynią RFN w biegu na 100 metrów w 1956.
Ustanowiła rekord RFN w sztafecie 4 × 100 metrów 45,6 s 1 września 1956 w Lipsku.